# إغماء انتصابي
الإغماء الانتصابي يشير إلى الإغماء الناتج عن انخفاض وضعي في ضغط الدم، ويسمى هبوط الضغط الانتصابي.
يحدث هبوط الضغط الانتصابي عندما يكون هناك انخفاض مستمر في ضغط الدم لا يقل عن 20 ملم زئبقي للانقباضي أو 10 ملم زئبقي للانبساطي خلال 3 دقائق من الوقوف أو اتخاذ وضعية استقامة بزاوية 60 درجة على اختبار الطاولة المائلة والرأس مرفوع. لدى الأشخاص الذين يعانون من هبوط الضغط الانتصابي الأولي، يحدث الانخفاض في ضغط الدم خلال 15 ثانية، بينما لدى الأشخاص الذين يعانون من هبوط الضغط الانتصابي المتأخر، يحدث بعد أكثر من 3 دقائق من اتخاذ وضعية استقامة.

## العلامات والأعراض
قد يحدث الإغماء الانتصابي فجأةً دون سابق إنذار أو قد تسبقه أعراض. عادةً ما تظهر الأعراض المرافقة بسبب نقص تدفق الدم الدماغي الذي يحدث في وضعية الاستقامة، وتشمل الدوخة والشعور بالإغماء أو الغثيان والتعرق الغزير والشعور بالدفء أو ضبابية الرؤية. تشمل الأعراض العامة الأخرى بغض النظر عن الوضعية الشعور بالضعف العام والصداع والإعياء والقصور الإدراكي وضيق النفس.
قد تكون الأعراض مفاجئة أو تدريجية، وتتفاقم تدريجيًا حتى يفقد المريض وعيه. قد يعاني المرضى من نوبة واحدة مع عامل مسبب يمكن تحديده أو نوبات متكررة دون عامل مسبب واضح ومحدد.
يجب قياس ضغط الدم وسرعة القلب في وضعيتي الاستلقاء والوقوف. كما هو موضح أعلاه، يُشخص هبوط الضغط الانتصابي عندما يكون هناك انخفاض أكبر أو يساوي 20 ملم زئبقي أو أكبر أو يساوي 10 ملم زئبقي في ضغطي الدم الانقباضي والانبساطي على التوالي، خلال 3 دقائق من الوقوف. في حالة نقص حجم الدم، يحدث أيضًا ارتفاع تعويضي في معدل ضربات القلب يتجاوز 15 نبضة/دقيقة.

### المضاعفات
تشمل مضاعفات الإغماء الانتصابي ما يلي:
1. الرضح أو الإصابة الناجمة عن السقوط أثناء نوبة الإغماء الانتصابي.
2. السكتة الدماغية بسبب التغيرات في ضغط الدم الناتجة عن انخفاض تدفق الدم إلى الدماغ.
3. مضاعفات قلبية وعائية بما في ذلك قصور القلب وألم الصدر واضطراب النظم القلبي.

## المسببات
هناك أسباب متعددة لهبوط الضغط الانتصابي والتي قد تؤدي إلى الإغماء بما في ذلك الأسباب المتواسطة عصبيًا (عصبية المنشأ) والأسباب غير المتواسطة عصبيًا.
تشمل الأسباب المتواسطة عصبيًا الحالات التي تسبب فشلًا أوليًا أو ثانويًا في الجهاز العصبي الذاتي:
- اعتلال الأعصاب المحيطية كما في مرض السكري وإدمان الكحول وسوء التغذية (نقص فيتامين بي12) والداء النشواني
- هبوط الضغط الانتصابي مجهول السبب
- ضمور الأجهزة المتعددة (الباركنسونية والتحلل المخيخي التدريجي والخرف المصحوب بأجسام ليوي)
- خلل الوظائف المستقلة الحاد (يُرى في إحدى متغيرات متلازمة غيلان باريه)
- الاعتلال العصبي الناجم عن السموم أو المخدرات أو العدوى

تشمل الأسباب غير المتواسطة عصبيًا ما يلي:
- الأدوية (خافضات ضغط الدم، موسعات الأوعية)
- انخفاض حجم الدم (قصور الكظر، فقدان الدم، التجفاف، نقص حجم الدم، انخفاض الحجم الفعال داخل الأوعية)
- زوال التأقلم الجسدي
- قطع الودي

## التدبير
يعد كل من التاريخ والفحص البدني عنصرين أساسيين في تقييم المريض المصاب بالإغماء الانتصابي. قد يكشف التاريخ عن سبب نقص حجم الدم مثل الإقياء والإسهال ونقص تناول الطعام عن طريق الفم. يشير التغوط الأسود أو التقيؤ الدموي أو البول الدموي أو غزارة الطمث أو التغوط الدموي إلى فقدان الدم. قد يُلاحظ انخفاض في توتر العضلات لدى المرضى المسنين عند زوال تكيف أجسادهم، خاصةً بعد الإقامة الطويلة في المستشفى.
قد تظهر مراجعة قائمة أدوية المرضى تعدد الأدوية والأدوية المسببة (بما في ذلك مدرات البول وموسعات الأوعية وخافضات ضغط الدم الأخرى) والستيرويدات (دليل على قصور الكظر المحرض بالستيرويد).
تكشف مراجعة التاريخ الطبي السابق عن الحالات الطبية المؤهبة المرتبطة بالمرض (مرض السكري والباركنسونية والخرف). يوصى بامتثال المريض للتدبيرات الدوائية وغير الدوائية لنجاح العلاج.